# Denis Polyakov
Denis Aleksandrovich Polyakov o Dzyanis Alyaksandravich Palyakow (en bielorruso: Дзяніс Аляксандравіч Палякоў; Minsk, Unión Soviética, 17 de abril de 1991) es un futbolista bielorruso. Juega de defensa y su equipo es el F. C. Dinamo Brest de la Liga Premier de Bielorrusia. Es internacional absoluto por la selección de Bielorrusia desde 2010.

## Trayectoria
Polyakov comenzó su carrera en el Shakhtyor Soligorsk y continuó su carrera en clubes de Europa del Este.

## Selección nacional
Formó parte de la selección sub-23 de Bielorrusia que jugó en los Juegos Olímpicos de Londres 2012.
Debutó con la selección de Bielorrusia el 17 de noviembre de 2010 ante Omán en un amistoso.

### Participaciones en Juegos Olímpicos
| Copa                             | Sede        | Resultado      |
| -------------------------------- | ----------- | -------------- |
| Juegos Olímpicos de Londres 2012 | Reino Unido | Fase de grupos |

## Clubes
| Club                     | País        | Año           |
| ------------------------ | ----------- | ------------- |
| Shakhtyor Soligorsk      | Bielorrusia | 2009-2011     |
| BATE Borísov             | Bielorrusia | 2012-2017     |
| APOEL de Nicosia         | Chipre      | 2018          |
| BATE Borísov             | Bielorrusia | 2018          |
| F. C. Ural Ekaterimburgo | Rusia       | 2019-2020     |
| F. C. Kairat Almaty      | Kazajistán  | 2020-2021     |
| F. C. Astana             | Kazajistán  | 2022          |
| Hapoel Haifa             | Israel      | 2023-2024     |
| F. K. Dinamo Minsk       | Bielorrusia | 2024          |
| F. C. Dinamo Brest       | Bielorrusia | 2025-presente |

## Palmarés

### Títulos nacionales
| Título                      | Club                | País        | Año     |
| --------------------------- | ------------------- | ----------- | ------- |
| Liga Premier de Bielorrusia | BATE Borísov        | Bielorrusia | 2012    |
| Liga Premier de Bielorrusia | BATE Borísov        | Bielorrusia | 2013    |
| Liga Premier de Bielorrusia | BATE Borísov        | Bielorrusia | 2014    |
| Supercopa de Bielorrusia    | BATE Borísov        | Bielorrusia | 2014    |
| Liga Premier de Bielorrusia | BATE Borísov        | Bielorrusia | 2015    |
| Copa de Bielorrusia         | BATE Borísov        | Bielorrusia | 2014-15 |
| Supercopa de Bielorrusia    | BATE Borísov        | Bielorrusia | 2015    |
| Liga Premier de Bielorrusia | BATE Borísov        | Bielorrusia | 2016    |
| Supercopa de Bielorrusia    | BATE Borísov        | Bielorrusia | 2016    |
| Liga Premier de Bielorrusia | BATE Borísov        | Bielorrusia | 2017    |
| Supercopa de Bielorrusia    | BATE Borísov        | Bielorrusia | 2017    |
| Liga Premier de Bielorrusia | BATE Borísov        | Bielorrusia | 2018    |
| Primera División de Chipre  | APOEL de Nicosia    | Chipre      | 2017-18 |
| Liga Premier de Kazajistán  | F. C. Kairat Almaty | Kazajistán  | 2020    |
| Copa de Kazajistán          | F. C. Kairat Almaty | Kazajistán  | 2021    |
| Liga Premier de Kazajistán  | F. C. Astana        | Kazajistán  | 2022    |
| Liga Premier de Bielorrusia | F. K. Dinamo Minsk  | Bielorrusia | 2024    |